# بش‌یول (بسنی)
بش‌یول (انگلیسی: Beşyol) یک منطقه مسکونی در ترکیه است که در استان آدیامان و در ناحیه بسنی واقع شده است.